# Catfish Rising
| Recensione       | Giudizio |
| ---------------- | -------- |
| AllMusic         |          |
| Progarchives     |          |
| George Starostin | [ 1 ]    |

Catfish Rising è un album della band progressive rock inglese Jethro Tull, pubblicato nel 1991.

## Il disco
Le registrazioni di questo album cominciarono nel dicembre 1990, in seguito al tour di Rock Island. L'intenzione di Anderson era quella di abbandonare il suono dei sintetizzatori che aveva caratterizzato i dischi degli anni ottanta e registrare pezzi meno impegnati, più leggeri e umoristici. Per raggiungere quest'obiettivo gli strumenti acustici si presentavano molto più adatti e particolarmente presente è il mandolino.
Il risultato è un disco con reminiscenze blues, quasi sulle tracce di This Was, anche se lo stesso Anderson ha più volte sostenuto che non era assolutamente questa la sua intenzione.
L'album contiene 13 tracce, in realtà ne sono state registrate altre 5: Night in the Wilderness è stata inserita nel singolo This Is Not Love e successivamente nella versione rimasterizzata del 2006 di Catfish Rising, mentre Truck Stop Runner, Rosa on the Factory Floor, Piece of Cake e Silver River Turning sono state pubblicate con l'uscita di Nightcap nel 1993.
Nella versione rimasterizzata del 2006 è stata anche inserita come bonus track una versione live di Jump Start eseguita in un concerto nel 1987

## Tracce
Tutte le canzoni sono state scritte da Ian Anderson.
1. This Is Not Love – 3:56
2. Occasional Demons – 3:48
3. Roll Yer Own – 4:25
4. Rocks on the Road – 5:30
5. Sparrow on the Schoolyard Wall – 5:21
6. Thinking Round Corners – 3:31
7. Still Loving You Tonight – 4:30
8. Doctor to My Disease – 4:34
9. Like a Tall Thin Girl – 3:36
10. White Innocence – 7:43
11. Sleeping with the Dog – 4:24
12. Gold-Tipped Boots, Black Jacket and Tie – 3:38
13. When Jesus Came to Play – 5:05
  - Bonus tracks nella versione rimasterizzata del 2006
14. Night in the Wilderness - 4:05
15. Jump Start (live) (Upper Darby, Pennsylvania, 25 novembre 1987)- 7:48

## Formazione
- Ian Anderson - voce, flauto traverso, chitarra acustica, chitarra, mandolino, percussioni, tastiera
- Martin Barre - chitarra elettrica
- Dave Pegg - basso
- Doane Perry - batteria
- Andrew Giddings - tastiere
- Matt Pegg - basso
- John Bundrick -  tastiere
- Foss Paterson - tastiere